# Резиновая смесь
Резиновые смеси (сырая резина, невулканизованная резина, товарная резина, англ. rubber mix, rubber compound) — полуфабрикаты производства резинотехнических изделий и шинного производства.

## Состав
Резиновая смесь — многокомпонентная эластомерная гомогенная система, которая включает каучуки (натуральный и/или синтетические), вулканизующие агенты (чаще всего сера или органические пероксиды), фактисы, масла и другие пластификаторы, технические углероды, мел, каолин, белая сажа, иные наполнители и другие компоненты (ингредиенты). Резиновая смесь предназначается для изготовления резиновых изделий (вулканизатов, вулканизованных изделий) методом вулканизации (формовой или неформовой) — чаще всего высокотемпературной.

## Технологический процесс производства резиновых смесей
Технологический процесс изготовления резиновых смесей представляет собой механическое, чаще всего, последовательное перемешивание каучуков и ингредиентов на специальном технологическом смесительном оборудовании — на смесительных вальцах или в резиносмесителе закрытого типа (Banbury или Intermix) либо открытого. Тривиальное наименование процесса резиносмешения — крашение резин.
В массовом производстве для изготовления резиновых смесей используются технологические линии, включающие:
- резиносмеситель — для смешения каучуков и основных компонентов;
- смесительные вальцы или агрегат из нескольких — 2 или 3 вальцов для доработки резиновой смеси, ввода в смесь вулканизующего агента (сера, реже тиурам Д, дитиодиморфолин) и листования (придания удобной товарной формы);
- охладительный агрегат фестонного типа или ванна с холодной водой (танк) для снижения температуры резиновой смеси и недопущения подвулканизации (скорчинга)

В недавнем прошлом при изготовлении резиновых смесей также использовался двухстадийный метод, при котором резиновая смесь до введения вулканизующего агента проходила этап вылежки либо в форме листов либо гранул.
При мелкосерийном производстве резиновых смесей изготовление ведется только на смесительных вальцах.